# اللجنة الأولمبية الوطنية بدولة الإمارات العربية المتحدة
اللجنة الأولمبية الوطنية بدولة الإمارات العربية المتحدة هي اللجنة الأولمبية الوطنية التي تمثل دولة الإمارات العربية المتحدة واختصارها (UAE).

## وصلات خارجية
http://www.ocasia.org/NOCs/NocsContact.aspx?NContact=45